# Ga Thọ Lộc
Ga Thọ Lộc là một nhà ga xe lửa tại huyện Bố Trạch, tỉnh Quảng Bình. Nhà ga là một điểm trên tuyến đường sắt Bắc Nam tiếp nối sau ga Ngân Sơn và trước ga Hoàn Lão.